# Centris laticincta
Centris laticincta là một loài Hymenoptera trong họ Apidae. Loài này được Spinola mô tả khoa học năm 1841.